# Märta Norberg
Märta Norberg (Örnsköldsvik, Ångermanland, 19 de septiembre de 1922-19 de diciembre de 2020) fue una esquiadora sueca de fondo que compitió en la década de 1950. Ganó dos medallas de bronce en el relevo de 3 × 5 km en el Campeonato Mundial de Esquí Nórdico de la FIS (1954, 1958).
Norberg terminó cuarta en el evento de 10 km en los Juegos Olímpicos de Invierno de 1952 en Oslo.

## Resultados de esquí de fondo

### Juego Olímpicos
| Año  | Edad | 10 km |
| ---- | ---- | ----- |
| 1952 | 29   | 4     |

### Campeonatos mundiales
- 2 medallas – (2 bronce)

| Año  | Edad | 10 km | Relevo de 3 × 5 km |
| ---- | ---- | ----- | ------------------ |
| 1954 | 31   | —     | Bronce             |
| 1958 | 35   | 10    | Bronce             |